# Devils Lake (Dakota del Nord)
Devils Lake è una città degli Stati Uniti d'America, capoluogo della Contea di Ramsey nello Stato del Dakota del Nord. Nel censimento del 2000 la popolazione era di 7 222 abitanti. La città è stata fondata nel 1882.

## Storia
Devils Lake venne fondata verso il 1882 nel territorio appartenenti un tempo ai Sioux detto mni wak'áŋ chante, che indicava lo spirito dell'acqua. A causa di un errore dei colonizzatori si confuse il termine "spirito" inteso in generale con quello che indicava i demoni, e per questo il nome scelto per l'area fu quello di Devils Lake (lago del diavolo). Il centro abitato nacque dapprima con il nome di Creelsburg, ma dall'arrivo della ferrovia nel 1884 il nome fu mutato in Devils Lake.

## Geografia fisica
Secondo i rilevamenti dell'United States Census Bureau, la località di Devils Lake si estende su una superficie di 16,30 km², tutti occupati da terre.

## Popolazione
Secondo il censimento del 2000, a Devils Lake vivevano 7 222 persone, ed erano presenti 1 773 gruppi familiari. La densità di popolazione era di 443 ab./km². Nel territorio comunale si trovavano 3 508 unità edificate. Per quanto riguarda la composizione etnica degli abitanti, l'89,23% era bianco, lo 0,22% era afroamericano, il 7,84% era nativo e lo 0,28% proveniva dall'Asia. Lo 0,21% della popolazione apparteneva ad altre razze e il 2,23% a due o più. La popolazione di ogni razza ispanica corrispondeva allo 0,55% degli abitanti.
Per quanto riguarda la suddivisione della popolazione in fasce d'età, il 24,0% era al di sotto dei 18, il 10,0% fra i 18 e i 24, il 25,6% fra i 25 e i 44, il 19,3% fra i 45 e i 64, mentre infine il 21,1% era al di sopra dei 65 anni di età. L'età media della popolazione era di 38 anni. Per ogni 100 donne residenti vivevano 89,8 maschi.